# Diekirch (distrikt)

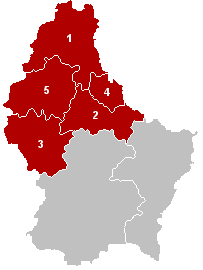
Diekirch

Diekirch (luxemburgiska: Dikrech) var ett distrikt i Luxemburg beläget i den norra delen av landet. Diekirch gränsade i norr och väster till Belgien, i söder till distriktet Luxembourg och i öster till distriktet Grevenmacher och den tyska delstaten Rheinland-Pfalz.
Diekirch var indelat i fem kantoner och vidare i 45 kommuner.
Den 3 oktober 2015 avskaffades distrikten i Luxemburg och kantonerna blev den högsta nivån i landets administrativa indelning.

## Administrativ indelning
1. Clervaux
  - Clervaux
  - Parc Hosingen
  - Munshausen
  - Troisvierges
  - Weiswampach
  - Wincrange
2. Diekirch
  - Bettendorf
  - Bourscheid
  - Diekirch
  - Erpeldange
  - Ettelbruck
  - Feulen
  - Hoscheid
  - Medernach
  - Mertzig
  - Reisdorf
  - Schieren
3. Redange
  - Beckerich
  - Ell
  - Grosbous
  - Préizerdaul
  - Rambrouch
  - Redange
  - Saeul
  - Useldange
  - Vichten
  - Wahl
4. Vianden
  - Tandel
  - Putscheid
  - Vianden
5. Wiltz
  - Boulaide
  - Esch-sur-Sûre
  - Eschweiler
  - Goesdorf
  - Heiderscheid
  - Kautenbach
  - Lac de la Haute-Sûre
  - Neunhausen
  - Wiltz
  - Wilwerwiltz
  - Winseler